# Zerbrechliche Steckmuschel
Die Zerbrechliche Steckmuschel (Atrina fragilis) ist eine Muschel-Art in der Familie der Steckmuscheln (Pinnidae) aus der Ordnung der Ostreida.

## Merkmale
Das gleichklappige, bis 48 cm lange, fächerförmige bis dreieckige Gehäuse ist am Hinterende abgestutzt. Es ist stark ungleichseitig, die kleinen Wirbel sitzen am äußersten vorderen Ende. Der leicht konvex gebogene Hinterrand klafft, er kann aber wegen der etwas flexiblen Schale durch die Schließmuskeln geschlossen werden. Der Dorsalrand ist lang und gerade, der Ventralrand dagegen leicht sinusförmig gebogen. Im vorderen Bereich des Ventralrandes (im Sediment) ist ebenfalls eine klaffende Stelle für den Byssus vorhanden. Das Gehäuse ist im Verhältnis zur Breite recht flach (etwa dreimal so breit wie dick). Der innere Rand des Gehäuses ist glatt. Im vorderen Teil kann die Spitze des Gehäuses durch einige Septen abgetrennt sein. Das Ligament liegt außen auf einem schmalen Resilifer und erstreckt sich über zwei Drittel der Länge des Dorsalrandes. Das Schloss ist zahnlos.
Der dorsale Teil des Gehäuses weist acht bis zwölf niedrige, aufgeraute Rippenstrahlen auf, die sich auf adulten und größeren Gehäusen allmählich abschwächen und komplett verschwinden können. Auf juvenilen Gehäusen sind die Rippenstrahlen oft schuppig.
Die Schale ist vergleichsweise dünn und zerbrechlich. trotzdem etwas flexibel. Die mineralische Schale besteht aus der inneren, aragonitischen Perlmutt-Schicht und einer äußeren, kalzitischen Prismen-Lage. Sie ist durchscheinend, die Innenseite glänzend. Das Periostracum weist verschiedene Brauntöne auf mit einem schwärzlichen Wirbel.
Der vordere Schließmuskel ist klein, der hintere Schließmuskel sehr groß. Er liegt nahe der hinteren Mantellinie etwa mittig (bezogen auf die Breite).

## Geographische Verbreitung, Lebensraum und Lebensweise
Die Zerbrechliche Steckmuschel kommt im östlichen Nordatlantik von Südengland bis Nordafrika sowie im Mittelmeer im etwas tieferen Wasser bis etwa 200 Meter Tiefe vor.
Die Geschlechtsprodukte werden ins freie Wasser abgegeben, wo es zur Befruchtung der Eier kommt. Die Entwicklung erfolgt über eine planktotrophe Veliger-Larve, die nach fünf bis zehn Tagen zum Bodenleben übergeht. Die Tiere können acht bis zehn Jahre alt werden.
Die Unterart Atrina fragilis kalloensis Marquet, 1995 kommt im Oorderen Sand-Member der Lillo-Formation (Mittleres Pliozän) vor.

## Gefährdung und Schutz
Die Zerbrechliche Steckmuschel war früher in den Gewässern Südenglands eine häufige Art. Sie ist dort seit etwa 30 Jahren selten geworden und steht deshalb seit 1998 unter Schutz (Wildlife and Countryside Act 1981). Sie dürfen nicht mehr gesammelt werden. Sogar der Besitz und der Handel mit den Gehäusen ist verboten.

## Taxonomie
Das Taxon wurde bereits 1777 von Thomas Pennant als Pinna fragilis erstmals beschrieben. Sie wird heute zur Gattung Atrina Gray, 1847 gestellt. In der älteren Literatur erscheint die Art in erster Linie unter dem Namen Pinna pectinata bzw. Atrina pectinata. Die echte Atrina pectinata ist eine Art des Indo-Pazifiks.

## Belege

### Online
- Northern Ireland Priority Species
- Marine Bivalve Shells of the British Isles: Atrina fragilis (Pennant, 1777) (Website des National Museum Wales, Department of Natural Sciences, Cardiff)